# Luzula africana
Luzula africana là một loài thực vật có hoa trong họ Juncaceae. Loài này được Drège ex Steud. mô tả khoa học đầu tiên năm 1855.